# Lee Sun-hee
Ne doit pas être confondu avec Lee Sun-hee (chanteuse).
Lee Sun-hee, née le 21 octobre 1978 est une taekwondoïste sud-coréenne. Elle a obtenu la médaille d'or lors des Jeux olympiques d'été de 2000 dans la catégorie des moins de 67 kg. 
Lee a également remporté la médaille d'or aux Championnats du monde 1996 à Barcelone et aux Championnats du monde 2003 à Garmisch-Partenkirchen.
Elle participe au tournoi de démonstration de taekwondo aux Jeux olympiques d'été de 1992 dans la catégorie des moins de 70 kg ; elle remporte la médaille d'or.